# جويل ليون
جويل ليون (بالعبرية: יואל ליאון‏) هو دبلوماسي إسرائيلي، ولد في 1964 في فرنسا.